# Wes Brown
Wesley 'Wes' Michael Brown (Manchester, 13 oktober 1979) is een Engels voormalig betaald voetballer die bij voorkeur centraal in de verdediging speelde. Brown was tussen 1999 en 2010 actief voor het Engels voetbalelftal, waarvoor hij 23 interlands speelde en één keer scoorde.

## Clubcarrière

### Manchester United
Brown stroomde in 1996 door vanuit de jeugdopleiding van Manchester United, waarvoor hij op 4 november 1996 zijn eerste profcontract tekende. Hij begon in een jeugdteam van de club en stroomde vandaaruit door naar het tweede elftal, waarmee hij de FA Youth Cup en de jeugdcompetitie won. In hetzelfde jaar werd hij uitgeroepen tot beste speler van zijn competitie.
Brown debuteerde op 4 mei 1998 in het eerste elftal van Manchester United, in een wedstrijd tegen Leeds United. In zijn eerste jaar bij het eerste viel hij voornamelijk in. In het seizoen 1998/99 speelde Brown meer wedstrijden en stond hij doorgaans vanaf de aftrap op het veld. Meestal speelde hij als rechtsback, soms op zijn favoriete positie als centrale verdediger. In het seizoen 1998/99 speelde Brown veertien wedstrijden.
Na zijn doorbraak vormde Brown een duo achterin samen met Jaap Stam. Hij won op negentienjarige leeftijd de treble met Manchester United: de landstitel, de FA Cup en de Champions League in één seizoen. Vlak voor het seizoen 1999/00 raakte Brown zwaar geblesseerd. Hij speelde dat seizoen niet meer.
Weer een jaar later maakte Brown zijn rentree in het eerste van Manchester United. Toenmalig manager Alex Ferguson noemde hem zijn meest getalenteerde verdediger. Op de laatste speeldag van het seizoen 2002/03 raakte Brown wederom geblesseerd. Een zware knieblessure hield hem ruim een half jaar aan de kant.

### Sunderland
Op 7 juli 2011 tekende Brown een contract voor vier jaar bij Sunderland, waarmee zijn voormalige Manchester-collega John O'Shea kort daarop ook tot een akkoord kwam, eveneens over een contract voor vier jaar.. Ook bij Sunderland kwam Brown met ernstige blessures aan de kant te staan, ditmaal 22 maanden. In juni 2015 verlengde hij zijn contract verlengde tot medio 2016.

### Kerala Blasters
Brown verruilde Blackburn Rovers in augustus 2017 voor Kerala Blasters.

## Clubstatistieken
| Seizoen | Club              | Competitie     | Duels | Goals |
| ------- | ----------------- | -------------- | ----- | ----- |
| 1996/97 | Manchester United | Premier League | 0     | 0     |
| 1997/98 | Manchester United | Premier League | 2     | 0     |
| 1998/99 | Manchester United | Premier League | 14    | 0     |
| 1999/00 | Manchester United | Premier League | 0     | 0     |
| 2000/01 | Manchester United | Premier League | 28    | 0     |
| 2001/02 | Manchester United | Premier League | 17    | 0     |
| 2002/03 | Manchester United | Premier League | 22    | 0     |
| 2003/04 | Manchester United | Premier League | 17    | 0     |
| 2004/05 | Manchester United | Premier League | 21    | 1     |
| 2005/06 | Manchester United | Premier League | 19    | 0     |
| 2006/07 | Manchester United | Premier League | 22    | 0     |
| 2007/08 | Manchester United | Premier League | 36    | 1     |
| 2008/09 | Manchester United | Premier League | 8     | 1     |
| 2009/10 | Manchester United | Premier League | 19    | 0     |
| 2010/11 | Manchester United | Premier League | 7     | 0     |
| 2011/12 | Sunderland        | Premier League | 20    | 1     |
| 2012/13 | Sunderland        | Premier League | 0     | 0     |
| 2013/14 | Sunderland        | Premier League | 25    | 0     |
| 2014/15 | Sunderland        | Premier League | 25    | 0     |
| 2015/16 | Sunderland        | Premier League | 6     | 0     |
| 2016/17 | Blackburn Rovers  | Championship   | 5     | 1     |

## Erelijst
| UEFA Champions League   | 2x | 1998/99, 2007/08                                              |
| Kampioen Premier League | 7x | 1998/99, 2000/01, 2002/03, 2006/07, 2007/08, 2008/09, 2010/11 |
| FA Cup                  | 2x | 1998/99, 2003/04                                              |
| League Cup              | 3x | 2005/06, 2008/09, 2009/10                                     |
| FA Community Shield     | 2x | 2007, 2008                                                    |